# Condado de Rosebud
El condado de Rosebud (en inglés: Rosebud County), fundado en 1901, es uno de los 56 condados del estado estadounidense de Montana. En el año 2000 tenía una población de 9.383 habitantes con una densidad poblacional de 0,7 personas por km². La sede del condado es Forsyth.

## Geografía
Según la Oficina del Censo, el condado tiene un área total de 13 020 km² (5027,0 mi²), de la cual 12 981 km² (5012,0 mi²) es tierra y 39 km² (15,1 mi²) (0.29%) es agua.

### Condados adyacentes
- Condado de Garfield - norte
- Condado de Custer - este
- Condado de Powder River - sureste
- Condado de Big Horn - sur
- Condado de Treasure - oeste
- Condado de Yellowstone - oeste
- Condado de Musselshell - oeste
- Condado de Petroleum - noroeste

## Carreteras
- Interestatal 94
- U.S. Highway 12
- U.S. Highway 212
- Carretera Estatal de Montana 39
- Carretera Estatal de Montana 59

## Demografía
En el 2000 la renta per cápita promedia del condado era de $35,898, y el ingreso promedio para una familia era de $41,631. En 2000 los hombres tenían un ingreso per cápita de $38,688 versus $20,640 para las mujeres. El ingreso per cápita para el condado era de $15,032. Alrededor del 22.40% de la población estaba bajo el umbral de pobreza nacional.

## Comunidades

### Ciudades
- Colstrip
- Forsyth

### Lugares designados por el censo
- Ashland
- Birney
- Lame Deer

### Otras comunidades
- Bascom (sitio histórico)
- Ingomar
- Vananda